# Махмуд-шах III
Насир ад-Дін Махмуд-шах III (*1526 — 1554) — 13-й султан Гуджарату в 1537—1554 роках. Мав також почесне ім'я Абу-л Футухат Сад ад-Дін.

## Життєпис

### Молоді роки
Онук султана Музаффар-шаха II, син Латіф Хана. Народився 1526 року, отримав ім'я Махмуд Хан. Того ж року під час спроби повстання проти султана Бахадур-шаха загинув Латіф Хан, а Махмуд Хан разом з родиною перебрався до Хандеського султанату.
1537 року після смерті Бахадур-шаха владу захопив названий брат останнього Мухаммад Заман Мірза (під ім'ям Мухаммад-шах III). Але знать обрала претендентом хандеського султана Мірана Мухаммад-шаха I (небожа за жіночою лінією Бахадур-шаха), але той помер неподалік від гуджаратського кордону. Тоді новим претендентом став Махмуд Хан. Проте новий хандеський султан Міран Мубарак-шах висунув претендентом Раджа Ахмад Шаха, сина Мірана Мухаммад-шаха I, не дозволивши Махмуд Хану повернутися до Гуджарату. Тим часом гуджаратська знать прогнала Мухаммад-шаха III, а потім армія на чолі із Іхтіяр-ханом Сіддікі завдала рішучої поразки Мірану Мубарак-шаху, змусивши того відпустити Махмуд Хана. Останній 10 травня 1538 року провів офіційну церемонію сходження на трон, прийнявши ім'я Махмуд-шах III.

### Панування
Через молодий вік султана владу перебрали візир Дар'я Хан та імад-уль-мульк Іхтіяр-хан, які відправили військо ан чолі із Хаджар Сафаром, що з'єднався з османським військом на чолі із Хадимом Сулейман-пашою з метою відвоювання Діу в португальців. Взаємна недовіра призвела до невдачі. У жовтні 1538 року було домовлено з Португалією про поділ міста на гуджаратську та португальську частини (основою останньої була фортеця).
За цим між регентами почалася боротьба за одноосібну владу. Дар'я Хан перевіз султана до Мухаммадабада, а потім через 6 місяців переміг Іхтіяр-хана в битві біля Патді (на захід від Ахмедабада), переслідував його до Бурханпура, змусивши того тікати до малавського султана Кадір-шаха. Після цього Дар'я Хан отримав повну владу.
При ньому швидко ваги набрав Алам Хан Лоді, який допоміг султану втекти з Ахмедабаду. У відповідь Дар'я Хан звів на трон представника бокової гілки династії Музаффар-шаха, після чого вирушив з армією до Дхандхуки, де отаборився Махмуд-шах III. В битві біля Дхурі останній зазнав поразки, після чого втік до Ранпуру, а звідти до Паліади. Але швидко військовики стали залишати переможцями, невдоволені його діями та зажерливістю. Махмуд-шах III повернувся й рушив на Ахмедабад, мешканці якого повстали проти намісника Дар'я Хана. Останній зрештою вимушений був втекти до Хандеського султанату.
Алам Хан Лоді став новим візиром, а Іхтіяр-хан повернувся до Гуджарату, отримавши у володіння Бхаруч і Сурат. Згодом під впливом радника Мухафіз-хана наказав вбити сановників Ала-уд-діна Лодхі та Шуджаят-хана, що викликало збурення знаті. Зрештою Мухафіз-хана було вбито, а султан опинився у фактичному ув'язненні в палаці.
Владу перебрав Алам Хан Лоді, який швидко погиркався з очільником іншого клану — Муджахід-ханом, який звільнив Махмуд-шаха III. Алам Хан втік до Петхапура в Махі Кантха, до якого доєдналися Дар'я Хан та Імад-уль-Мульк. Протягом року вдалося завдати поразки повсталим, Іхтіяр-хан перейшов на бік султана.
1545 року наказав вбити Іхтіяр-хана, поставивши на посаду валі Сурату Худаванд Хан Румі, який суттєво зміцнив укріплення цього портового міста, не зважаючи на опір та невдоволення португальців. 1546 року султан відправив військо на чолі з Хаджаром Сафаром для захоплення португальської частини Діу, але облога виявилася невдалою. Наслідком стала втрата усього Діу. 1547 року португальський флот пограбував важливе місто Бхаруч.
В свою чергу султан переніс столицю до Махмудабада (на південь від Ахмедабада), де було зведено палац, який охоплював оленячий парк «Аухана» площею 1500 га. На кожному кутку парку він збудував палац, кам'яні стіни та стелі якого були прикрашені красивими та дорогоцінними золотими орнаментами та арабесками. 1548 року призначив візиром Асаф-хана та створив нову гвардію з 12 тис. іноземних найманців.
1551 року виступив проти малавського маліка Шуджаат-хана, але вимушений був швидко згорнути військові дії через повстання раджпутів. У відповідь позбавити раджів і власників раджпутів їхніх вант (спадкових земель). Це викликала опір раджів Ідару, Сірохі, Дунгарпура, Бансвади, Лунавади, Раджпіпла, Даходу. У відповідь султан створив укріплень в усіх цих князівствах, ще більше зменшивши владу раджів, зробивши її більш номінальною. Незабаром почав переслідувати індусів, дозволяючи вбивати їх за найменшого приводу, змушуючи раджпутів і представників касти колі носити червону ганчірку на правиці, забороняючи їм їздити верхи в Ахмедабаді та заборонивши святкування Холі та Дівалі.
1554 року султана було вбито слугою Бурхан ад-Діном, який перед тим дав Махмуд-шаху III одурманюючий наркотик. Спроба захопити владу Бурханом наштовхнулася на опір знаті. Разом з тим спричинило потужне повстання індусів. Незважаючи на вбивство візира Асаф-хана, Бурхан зазнав поразки у битві та загинув. Трон зайняв Радж л-Мульт, правнук Ахмад-шаха I, під ім'ям Ахмад-шах III.

## Особистість
Відрізнявся жорстокістю, підступністю, полюбляв бенкети, пиятику та жінок. Влаштовував постійні оргії. Незважаючи на це примушував своїх наложниць робити аборти.